# Ademaro di Monteil
Ademaro di Monteil, talvolta indicato come Adémar, Aimar o Aelarz (1055 circa – Antiochia di Siria, 1º agosto 1098), è stato un vescovo cattolico e militare francese della stirpe degli Ademari dei conti di Valentinois, fu vescovo di Le Puy-en-Velay da prima del 1087 e uno dei personaggi chiave della prima crociata.

## Biografia
Al concilio di Clermont nel 1095, Ademaro mostrò un entusiastico sostegno alla crociata (esistono prove che papa Urbano II abbia conferito con lui prima del concilio) e venne nominato legato apostolico e incaricato da papa Urbano II di condurre la crociata. Egli accompagnò Raimondo IV, conte di Tolosa, verso la Terra santa ed operò spesso come mediatore tra i diversi principi in conflitto tra loro per il comando militare della spedizione, forte della sua indiscussa autorità sugli aspetti morali della crociata. Ademaro appariva sovente a lato di Raimondo IV sul campo di battaglia, distinguendosi anche per la sua abilità guerriera.
Ademaro negoziò con Alessio I Comneno, Imperatore dell'Impero bizantino a Costantinopoli, ristabilì l'ordine e la disciplina fra le truppe crociate a Nicea, rivestì un ruolo cruciale nella battaglia di Dorileo quando prestò soccorso alle truppe di Boemondo di Taranto attraverso un forte attacco sferrato contro l'accampamento selgiuchido, e fu particolarmente attivo nel mantenere alto il livello morale delle truppe durante l'assedio di Antiochia, promuovendo la pratica del digiuno e l'osservazione di particolari festività religiose. Dopo la presa della città nel 1098 e il successivo assedio da parte di Kerbogha, Ademaro si adoperò per sostenere gli assediati, promuovendo una processione lungo le vie della città e facendo serrare i cancelli in maniera da evitare la diserzione dei soldati crociati, molti dei quali già presi dal panico.
A seguito del ritrovamento della Sacra Lancia da parte di Pietro Bartolomeo, Ademaro si dimostrò scettico, soprattutto per il fatto che era a conoscenza dell'esistenza di una reliquia simile a Costantinopoli, nonostante tutto non manifestò le sue perplessità, affinché i crociati traessero dal ritrovamento un motivo per risollevare il proprio morale.
Quando Kerbogha venne sconfitto, Ademaro organizzò un consiglio nel tentativo di conciliare le dispute tra i vari nobili per la leadership della spedizione. Morì però il 1º agosto del 1098 per un'epidemia che si era diffusa nel campo crociato, probabilmente il tifo o la peste.
La sua morte lasciò un vuoto alla testa degli eserciti crociati poiché, in quanto amico ed inviato del papa, era il solo capo di cui nessuno contestava l'autorità. 
I dissidi tra i baroni ritardarono di molti mesi la marcia verso Gerusalemme, mentre i soldati continuarono a vedere in Ademaro il loro vero capo.
Durante l'assedio di Gerusalemme, un prete di nome Pietro Desiderio pretese di aver ricevuto una visione divina nella quale lo spirito di Ademaro aveva dato istruzioni di digiunare per tre giorni e poi marciare a piedi nudi, in processione attorno alle mura della città, cosa che fu fatta. 
Ademaro non aveva mai tentato di imporre la supremazia della Chiesa latina e la sua morte aumentò la frattura tra Roma e Costantinopoli.
Alberico delle Tre Fontane gli attribuisce la paternità dell'antifona mariana Salve Regina.